# Castillo de Borač

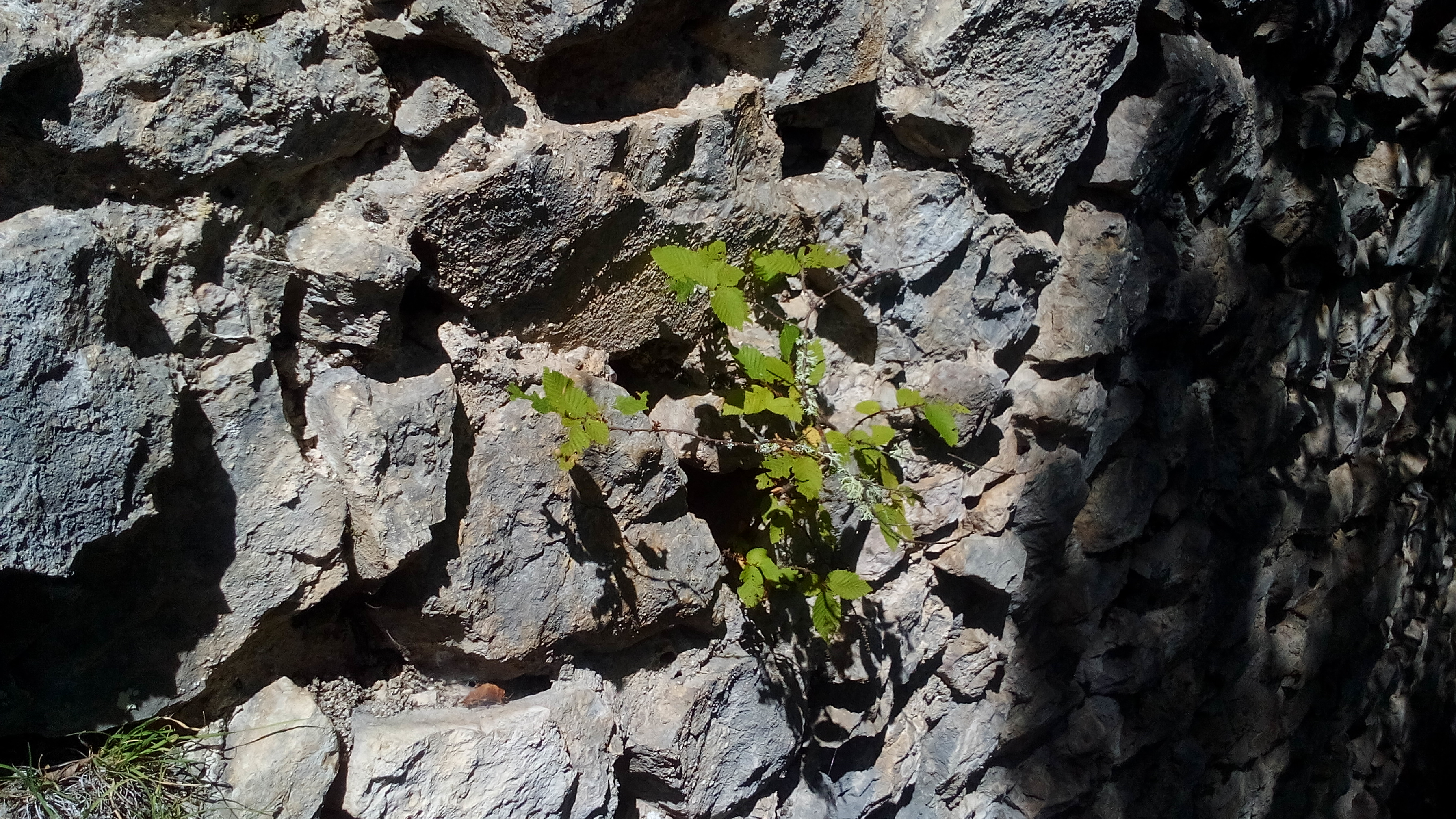
Murallas de Borač, Monumento Nacional de Bosnia y Herzegovina.

El castillo de Borač (en serbio: Борач) fue una corte noble y una de las ciudades fortificadas más grandes e importantes de la Bosnia medieval, situada en la cima de escarpadas laderas sobre el cañón del río Prača, entre Mesići y Brčigovo , cerca de la actual Rogatica, en Bosnia y Herzegovina. El castillo fortificado fue sede de la Casa de Pavlović.

## Estructura antigua y nueva
La familia provenía y gobernaba desde Borač. Es el primero de dos castillos en su posesión, que la familia utilizó como residencia. Los dos castillos se construyeron en un lapso de varias décadas y a pocos kilómetros de distancia uno del otro; la segunda es Pavlovac, a veces llamada Nueva Borač o Ciudad Nueva.

### Pavlovac
El nuevo castillo, o Ciudad Nueva o Nueva Borač, se llama en realidad Pavlovac y se considera una estructura nueva, también conocida simplemente como Novi (Nuevo) o Novi Grad (Ciudad Nueva), situada en la cima de las escarpadas laderas sobre el cañón del río Prača, cerca de la actual localidad de Prača, en Bosnia y Herzegovina. Existen dudas sobre la datación exacta de su construcción, pero algunos documentos medievales sugieren 1392, o finales del siglo XIV, como fecha de su construcción, durante el gobierno de Radoslav Pavlović.

### Antigua Borač
Sin embargo, los historiadores están seguros de que existió otra fortaleza Radinović-Pavlović, la Borač original y más antigua que el castillo de Borač que se describe habitualmente, que fue construida alrededor de 1244 en el siglo XIII y ubicada a solo unos kilómetros río abajo del río Prača desde la Ciudad Nueva, cerca de la ubicación del actual pueblo de Borač en 43°44′19″N 19°01′12″E / 43.738581, 19.019926.